# Berliner Basketball Verband
Der Berliner Basketball Verband e. V. (kurz: BBV) ist der Dachverband der Basketballvereine beziehungsweise Sportvereine mit Basketballabteilungen in Berlin. Der BBV ist wie alle deutschen Basketball-Landesverbände Mitglied des Deutschen Basketball Bundes (DBB). Zudem ist der BBV Mitglied des Landessportbundes Berlin.

## Geschichte
Der Berliner Basketball Verband wurde 1949 gegründet, erster Verbandspräsident wurde Wolfgang Kraft. Die erste BBV-Geschäftsstelle wurde in den Privaträumen von Herbert May in der Dahlmannstraße (Berlin-Charlottenburg) eingerichtet, der die Geschicke des jungen Verbandes und nach der Gründung des Deutschen Basketball Bundes (DBB) gleichzeitig auch die Geschäfte des Bundesverbandes führte.
Zu den ersten Mitgliedsvereinen des Verbandes gehörten: ASV Berlin, Berliner Sport-Club, VfL Lichtenrade, TuS Lichterfelde, Neuköllner Sportfreunde, OSC Berlin, VfV Spandau, Sutos Spandau, VfL Sportfreunde, SSC Südwest.
Mitte Mai 1951 veranstaltete der BBV im Auftrag des Deutschen Basketball Bundes die Endrunde der 5. Deutschen Meisterschaft. In den folgenden Jahren war Berlin dann mehrfach Ausrichter dieses Turniers. Neben den Gastvereinen FC Bayern München, Oldenburger TB und ATV Düsseldorf nahmen als heimischer Vertreter die Neuköllner Sportfreunde an der ersten Austragung in Berlin teil. In den 1950er Jahren dominierten Funktionäre des Berliner Basketball Verbandes das Präsidium des Deutschen Basketball Bundes: Ab 1953 war die Hälfte des Bundesvorstandes BBV-Vertreter. Im Jahr 1956 fand der DBB-Bundestag erstmals in Berlin statt.
1975 stellte der Berliner Basketball Verband mit dem Brasilianer Raimondo Nonato De Azevedo erstmals einen Landestrainer ein, der im Jahr 1976 gleichzeitig Bundestrainer war. 1980 richtete der BBV zum ersten Mal in der Verbandsgeschichte ein Europapokalendspiel aus: Das Finale im Europapokal der Landesmeister gewann Real Madrid in der Deutschlandhalle gegen Maccabi Tel-Aviv.
1982 zog die Geschäftsstelle des BBV aufs Olympiagelände, 1986 wurden die Räume in der Bismarckallee bezogen.
Im Sommer 1990 fand die „Berliner Sommerrunde“ statt: An diesem Turnier nahmen Mannschaften aus dem Ost- und dem Westteil der Stadt teil. Im Herbst 1990 traten die Vereine des Ostteils dem Berliner Basketball Verband bei.
Ab 1992 war der BBV Ausrichter des Supercups, bei dem die deutsche Nationalmannschaft auf andere Länder traf. 1993 gehörte Berlin als Vorrundenspielort (der BBV organisierte und leitete den Spielbetrieb) zu den Schauplätzen der Europameisterschaft.
Im Sommer 1998 war der BBV Ausrichter der Zwischen- und Endrunde der Damen-Weltmeisterschaft. Im selben Jahr zog die Geschäftsstelle des Verbandes wieder aufs Olympiagelände.

## Mitglieder und Spielbetrieb
Stand 1. Januar 2018 hatte der BBV 11 550 Mitglieder.

## Jugendleistungsförderung
Der Berliner Basketball Verband bietet in Zusammenarbeit mit den Vereinen Fördertraining für talentierte Jugendliche zwischen zehn und 14 Jahren an, das Schul- und Leistungssportzentrum Berlin ist vom Deutschen Olympischen Sportbund (DOSB) als Eliteschule des Sports anerkannt.